# ارائه (فیلم ۱۹۸۳)
ارائه (به هندی: Arpan) یا فداکاری (به انگلیسی: Dedication) فیلمی هندی محصول سال ۱۹۸۳ و به کارگردانی جی. اوم پراکاش است. در این فیلم بازیگرانی همچون جیتندرا، راج بابار، رینا روی و پروین بابی ایفای نقش کرده‌اند.